# Schoenorchis fragrans
Schoenorchis fragrans är en orkidéart som först beskrevs av C.S.P.Parish och Heinrich Gustav Reichenbach, och fick sitt nu gällande namn av Gunnar Seidenfaden och Tem Smitinand. Schoenorchis fragrans ingår i släktet Schoenorchis och familjen orkidéer. Inga underarter finns listade i Catalogue of Life.